# Венсан Клерк
Винсен Клерк (енгл. Vincent Clerc; 7. мај 1981) професионални је француски рагбиста, који тренутно игра за Тулуз. Висок 178 цм, тежак 90 кг, у каријери је пре Тулуза играо за Гренобл 1998-2002. За Тулуз је до сада одиграо 315 утакмица и постигао 630 поена. Са Тулузом је освојио 3 титуле првака Европе (2003, 2005 и 2010.) и 1 титулу првака Француске (2008). За репрезентацију Француске дебитовао је 9. новембра 2002. против "спрингбокса". Дао је 5 есеја у 2 утакмице купа шест нација 2008. Клерк је са 6 есеја уз Криса Ештона био најбољи стрелац светског првенства 2011. Други је на листи по броју постигнутих есеја за француску репрезентацију. Освојио је 3 купа шест нација (2004, 2006 и 2007).